# Vladimir Colin
Vladimir Colin (pe numele real Jean Colin; n. 1 mai 1921, București, România – d. 6 decembrie 1991, București, România) a fost un scriitor român de literatură  științifico-fantastică, fantastică, literatură pentru copii și basme. Era evreu de origine.

## Biografie
Fiul lui Lazăr Colin, funcționar, și al Ellei (născută Rabinsohn, soră a Anei Pauker) a crescut într-o familie de evrei emancipați. Dinspre partea tatălui a fost nepotul lui Liviu Cohn-Colin, avocat angajat în Ministerul comerțului. A studiat la Liceul Cantemir Vodă unde a absolvit în 1944 și apoi, la Facultatea de Litere, pe care însă, a abandonat-o după un an. deoarece timpul îi era acaparat de activitatea politică de activist al Comitetului Central al UTC. Ulterior a fost redactor la mai multe reviste, Revista literară, Flacăra si secretar general de redacție la Viața românească.
În 1992, la București, scriitorul Leonard Oprea creează Fundația Culturală Română Vladimir Colin, onorând cu Premiul Internațional Vladimir Colin VIP americani-români și români, cum sunt: Vladimir Tismăneanu, Andrei Codrescu, Nicolae Manolescu, Șerban Foarță, Bogdan Ficeac, Radu Pavel Gheo.
S-a căsătorit în anul 1943 cu poeta Nina Cassian, de care a divorțat după doi ani, apoi cu graficiana Marcela Cordescu, care i-a ilustrat câteva din cărțile pentru copii (Basmele omului și Legendele țării lui Vam). În anul 1944 a publicat primul său poem intitulat Manifesto, semnat Ștefan Colin. În 1945 a publicat Poemul lui Octombrie, o traducere din limba rusă a poemelor lui Vladimir Maiakovski.

## Operă literară
A debutat cu un volum de Basme, în 1953, care a obținut Premiul de Stat. Au urmat apoi volumele de literatură fantastică Legendele țării lui Vam (1961) și de literatură științifico-fantastică A zecea lume, Pentagrama, 1967, Un pește invizibil și douăzeci de povestiri fantastice, 1970, Imposibila oază, 1984. A excelat în genul science fantasy și a obținut trei premii Eurocon, o performanță de neegalat pentru un autor din România. Printre operele din acest gen se numără și volumele de povestiri Viitorul al doilea, Dinții lui Cronos sau mini-romanul Babel.
A scris romane fantastice, romane științifico-fantastice (așa cum ar fi A zecea lume și Babel), basme, volume de povestiri științifico-fantastice și o carte de fantezie istorică, Legendele țării lui Vam.  Aceasta a devenit cartea sa cea mai cunoscută, fiind editată și tipărită în Spania și Franța în volume de benzi desenate avându-l ca desenator pe artistul croat Igor Kordej (Igor Kordey în publicațiile americane și franceze). Editura Nemira i-a republicat cărțile într-o serie de autor Vladimir Colin, aducându-i un omagiu postum. A scris foarte multe basme moderne sau literatură de popularizare pentru copii.

## Premii literare
- Premiul Asociației scriitorilor pentru vol. Capcanele timpului în 1972, Dinții lui Cronos, 1975
- Trei premii Eurocon conferite la reuniunile Societății Europene de Science Fiction, S.E.S.F.,
- Medalia de aur la Poznan, Polonia,
- Premiul Europa pentru cel mai bun roman acordat vol. Babel, 1978
- Marele premiu la San Marino pentru Opera Omnia, etc.

## Opere  publicate
- 27 de poeme, 1947, poezie
- Cormoranul pleacă pe mare, 1951, povestiri
- În spatele frontului, 1951, însemnări de război
- Pânzele vremii, 1951, nuvele
- Basme, 1953
- Nemaipomenita luptă dintre Papură-Împărat și Pintilie, 1953, basme
- Toroiman, 1953, basme
- Poveștile celor trei mincinoși, 1956, basme
- Zece povești pitice, 1957, basme
- Basmele Omului, 1958, basme
- Întoarcerea pescărușului, 1959, roman
- Legendele țării lui Vam. O mitologie a omului, 1961, SF
- Povestea scrisului, 1966
- A zecea lume, 1964, SF
- Viitorul al doilea, 1966, SF
- Pentagrama, 1967, roman mitologic
- Dincolo de zidul de neon, 1968, roman
- Un pește invizibil și douăzeci de povestiri fantastice, 1970
- Mustățile fără pereche, 1970
- Povești de buzunar, 1970
- Capcanele timpului, 1972, SF
- Divertisment pentru vrăjitoare, 1972, sword and sorcery
- Grifonul lui Ulise, 1976, roman
- Dinții lui Cronos, 1975
- Ultimul avatar al lui Tristan, 1975, nuvelă SF
- Grifonul lui Ulise, 1976
- Babel, 1978
- Timp cu călăreț și corb, 1979/1985, roman
- Imposibila oază, povestiri fantastice, 1984
- Xele, motanul din stele, 1984

### Antologii
A alcătuit o antologie a literaturii de anticipație franceze, Un pic de neant. O antologie a anticipației franceze contemporane, 1970. Altă antologie: Les meilleures histoires de science-fiction roumaine (1975, Editura Marabout).

### În alte limbi
- Az üvegszarvas („Basmele omului”), traducere în limba maghiară de György Méhes, Ifjúsági Könyvkiadó, București, 1964.[6]

## Legături externe
- Vladimir Colin  la isfdb.org
- Vladimir Colin la fantlab.ru

## Vezi și
- Listă de scriitori de literatură fantastică
- Lista scriitorilor români de literatură științifico-fantastică
- Listă de scriitori români
- Premiile Vladimir Colin